# Mohammed al-Hajj ibn Mohammed al-Dila'i
Mohammed al-Hajj ibn Mohammed al-Dila'i, död 1662, var regerande sultan av Marocko mellan 1659 och 1662. Han var ledare för ett sufiskt brödraskap och utropades till sultan av Marocko efter att Saadiernas dynasti dog ut 1659.